# Enoplometopidae
Enoplometopidae é uma família de crustáceos decápodes da infraordem Astacidea (lagostas) que integra a superfamília monotípica Enoplometopoidea. Segundo o Catalogue of Life a família integra apenas um género extante conhecido, o género Enoplometopus, com pelo menos 12 espécies validamente descritas e distribuição natural pelos recifes das regiões de águas cálidas do Indo-Pacífico, do Atlântico tropical e do Mar das Caraíbas.

## Taxonomia
A taxonomia da infraordem Astacidea, incluindo o agrupamento taxon+omico a que pertence a família Enoplometopidae é complexa e tem vindo a ser constantemente revista. É geralmente disputada a subdivisão taxonómica fina deste grupo de organismos com diferentes autores a considerarem um número diferente de famílias e mesmo de géneros. O género Hoplometopus foi sinomizado com o género Enoplometopus, passando a família a ser considerada monotípica. A atualização da sistemática aqui apresentada tem como referência a base de dados taxonómicos WoRMS na sua actualização de 2013.
- Subfilo Crustacea - 67 000 espécies
  - Classe Malacostraca - >25 000 espécies Latreille, 1802
    - Subclasse Eumalacostraca Grobben, 1892
      - Superordem Eucarida Calman, 1904
        - Ordem Decapoda - 2 700 géneros, 15 000 espécies Latreille, 1802
          - Subordem Reptantia = Macrura Reptantia
            - Infraordem Astacidea
              - Superfamília Enoplometopoidea  Saint Laurent, 1988
                - Família Enoplometopidae  Saint Laurent, 1988
                  - Género Enoplometopus A Milne-Edwards, 1862
                    - Enoplometopus antillensis Lütken, 1865 = Enoplometopus dentatus Miers, 1880 = Hoplometopus antillensis (Lütken, 1865)
                    - Enoplometopus callistus (Intès & Le Loeuff, 1970) = Enoplometopus biafri Burukovsky, 1972 = Hoplometopus callistus (Intès & Le Loeuff, 1970)
                    - Enoplometopus chacei Kensley & Child, 1986
                    - Enoplometopus crosnieri Chan & Yu, 1998
                    - Enoplometopus daumi Holthuis, 1983
                    - Enoplometopus debelius Holthuis, 1983
                    - Enoplometopus gracilipes (Saint Laurent, 1988) = Hoplometopus gracilipes Saint Laurent, 1988
                    - Enoplometopus holthuisi Gordon, 1968 = Hoplometopus holthuisi (Gordon, 1968)
                    - Enoplometopus macrodontus Chan & Ng, 2008
                    - Enoplometopus occidentalis (Randall, 1840)
                    - Enoplometopus pictus A. Milne-Edwards, 1862
                    - Enoplometopus voigtmanni Türkay, 1989 = Hoplometopus voigtmanni Türkay, 1989